# Étalondes
Étalondes és un municipi francès situat al departament del Sena Marítim i a la regió de Normandia. L'any 2007 tenia 1.151 habitants.

## Demografia

### Població
El 2007 la població de fet d'Étalondes era de 1.151 persones. Hi havia 415 famílies de les quals 53 eren unipersonals (33 homes vivint sols i 20 dones vivint soles), 163 parelles sense fills, 183 parelles amb fills i 16 famílies monoparentals amb fills.
La població ha evolucionat segons el següent gràfic:
Habitants censats

### Habitatges
El 2007 hi havia 440 habitatges, 420 eren l'habitatge principal de la família, 7 eren segones residències i 13 estaven desocupats. 435 eren cases i 5 eren apartaments. Dels 420 habitatges principals, 310 estaven ocupats pels seus propietaris, 102 estaven llogats i ocupats pels llogaters i 8 estaven cedits a títol gratuït; 10 tenien dues cambres, 67 en tenien tres, 131 en tenien quatre i 211 en tenien cinc o més. 357 habitatges disposaven pel capbaix d'una plaça de pàrquing. A 187 habitatges hi havia un automòbil i a 213 n'hi havia dos o més.

### Piràmide de població
La piràmide de població per edats i sexe el 2009 era:
| Homes | Edats   | Dones |
| ----- | ------- | ----- |
| 4     | 95 o +  | 0     |
| 0     | 90 a 94 | 4     |
| 0     | 85 a 89 | 4     |
| 4     | 80 a 84 | 12    |
| 16    | 75 a 79 | 8     |
| 12    | 70 a 74 | 32    |
| 28    | 65 a 69 | 20    |
| 12    | 60 a 64 | 20    |
| 36    | 55 a 59 | 24    |
| 32    | 50 a 54 | 28    |
| 44    | 45 a 49 | 52    |
| 40    | 40 a 44 | 24    |
| 32    | 35 a 39 | 48    |
| 56    | 30 a 34 | 48    |
| 44    | 25 a 29 | 32    |
| 12    | 20 a 24 | 16    |
| 44    | 15 a 19 | 24    |
| 44    | 10 a 14 | 48    |
| 52    | 5 a 9   | 40    |
| 32    | 0 a 4   | 24    |

## Economia
El 2007 la població en edat de treballar era de 761 persones, 528 eren actives i 233 eren inactives. De les 528 persones actives 492 estaven ocupades (271 homes i 221 dones) i 35 estaven aturades (19 homes i 16 dones). De les 233 persones inactives 87 estaven jubilades, 70 estaven estudiant i 76 estaven classificades com a «altres inactius».

### Ingressos
El 2009 a Étalondes hi havia 433 unitats fiscals que integraven 1.154 persones, la mediana anual d'ingressos fiscals per persona era de 19.164 €.

### Activitats econòmiques
Dels 34 establiments que hi havia el 2007, 4 eren d'empreses de fabricació d'altres productes industrials, 6 d'empreses de construcció, 11 d'empreses de comerç i reparació d'automòbils, 1 d'una empresa de transport, 3 d'empreses d'hostatgeria i restauració, 3 d'empreses financeres, 2 d'empreses immobiliàries, 1 d'una empresa de serveis, 1 d'una entitat de l'administració pública i 2 d'empreses classificades com a «altres activitats de serveis».
Dels 10 establiments de servei als particulars que hi havia el 2009, 1 era un taller de reparació d'automòbils i de material agrícola, 1 taller d'inspecció tècnica de vehicles, 1 paleta, 1 guixaire pintor, 2 fusteries, 1 perruqueria, 2 restaurants i 1 agència immobiliària.
Dels 5 establiments comercials que hi havia el 2009, 1 era, 2 botigues de roba, 1 una botiga de roba i 1 una botiga de mobles.
L'any 2000 a Étalondes hi havia 10 explotacions agrícoles que ocupaven un total de 720 hectàrees.

## Equipaments sanitaris i escolars
El 2009 hi havia una escola elemental integrada dins d'un grup escolar amb les comunes properes formant una escola dispersa.

## Poblacions més properes
El següent diagrama mostra les poblacions més properes.